# Saturejka horská
Saturejka horská (Satureja montana) je bylina, vytrvalá kvetoucí rostlina z čeledi hluchavkovité (Lamiaceae). Je původní v oblastech Středozemí od Pyrenejského poloostrova. Vyskytuje se jako volně rostoucí bylina i v jiných částech světa.

## Popis
Saturejka horská je vytrvalá bylina dorůstající výšky až 30 cm. List je opakvejčitý, kopinatý, 1–2 cm dlouhý a 5 mm široký. Kvete od července do září. Květy jsou bílé nebo narůžovělé.

## Použití
Snadno se pěstují, je vhodná do záhonů, ale i do kulinářské bylinkové zahrádky. Využívá se také v lidovém léčitelství při žaludečních a střevních potížích, proti nadýmání, plynatosti a průjmu.
Jako okrasnou rostlinu ze ji použít pro výsadby blízko cest, listy jsou silně aromatické. Je vhodná do suchých zídek a skalek, avšak je poněkud expanzivní. Lze ji použít i na větší plochy, ale spíše na místa kde nehrozí zaplevelení vyššími rostlinami.

## Pěstování
Vyžaduje slunečné polohy, propustné půdy. Nevyžaduje zálivku ani přihnojování, mohou ji pěstovat i začátečníci. Snadno se množí semeny, i samovýsevem, ale lze množit i dělením trsů na jaře. Řez na jaře je vhodný.